# Fortifications d'Anvers
Les fortifications d'Anvers comportent :
- l'enceinte urbaine ;
- la citadelle du XVIe siècle;

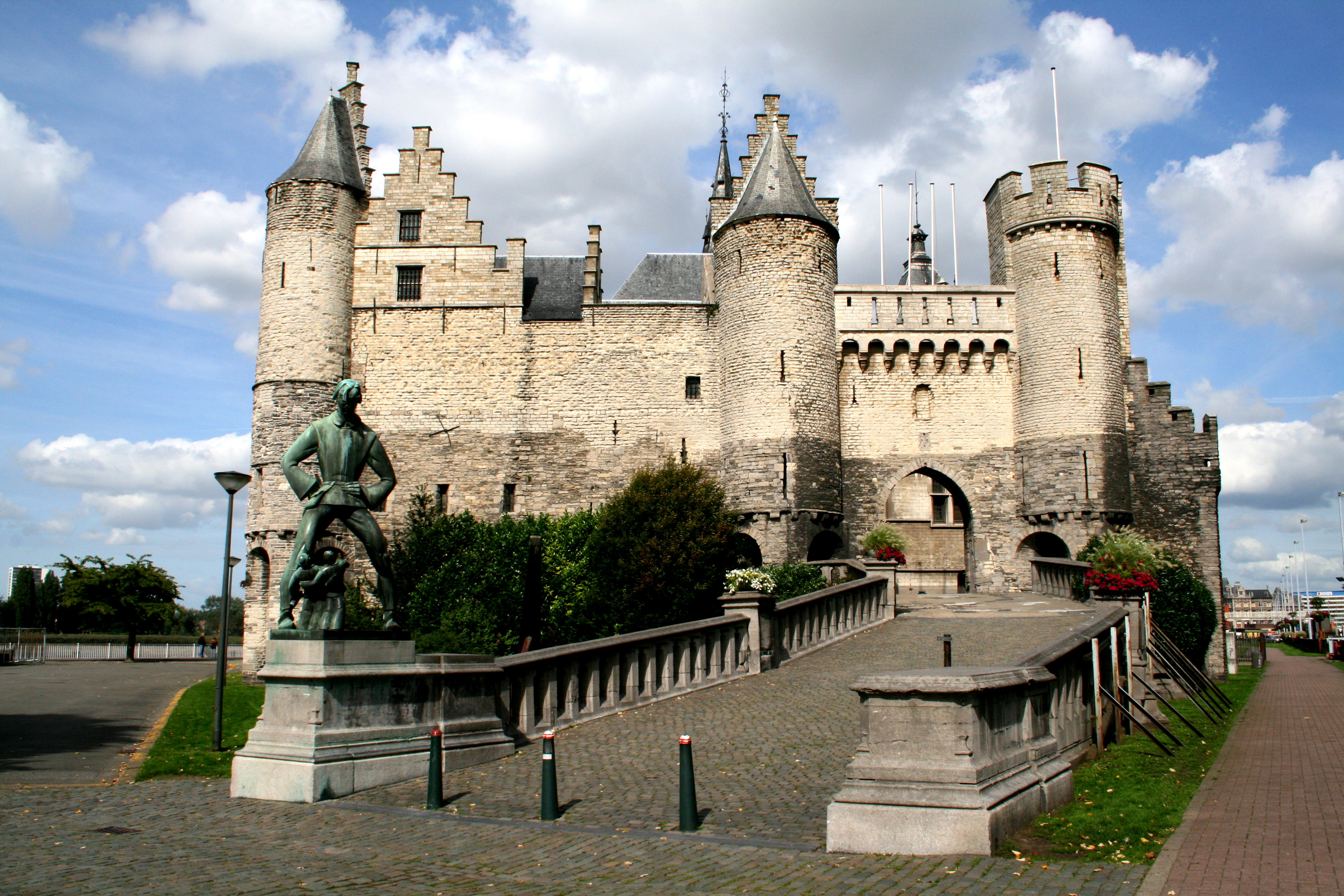
Het Steen (littéralement: 'La Pierre').

- les ouvrages de la position fortifiée d'Anvers des XIXe et XXe siècles. Position fortifiée d'Anvers - Lois de 1859
  - Fort 1 1865
  - Fort 2 1865
  - Fort 3 1865
  - Fort 4 1865
  - Fort 5 1865
  - Fort 6 1865
  - Fort 7 1865
  - Fort 8 1865  Position fortifiée d'Anvers - Forts 1870
  - Fort de Merksem 1870
  - Fort de Zwijndrecht 1870
  - Fort de Kruibeke 1870
  - Fort St. Philippe 1870
  - Fort De Perel 1870  Position fortifiée d'Anvers - Forts 1877-1883
  - Fort de Walem 1877
  - Fort de Lier 1877
  - Fort de Steendorp 1882
  - Fort de Schoten 1883  Position fortifiée d'Anvers - Redoutes 1883-1893
  - Redoute de Duffel 1883
  - Redoute de Oorderen 1886
  - Redoute de Berendrecht 1886
  - Redoute de Kapellen 1893  Position fortifiée d'Anvers - Lois de 1906
  - Fort de Stabroek 1906
  - Fort de s'Gravenwezel 1906
  - Fort de St Katelijne-Waver 1906
  - Fort de Brasschaat 1906
  - Fort de Kessel 1906
  - Fort de Oelegem 1906
  - Fort de Koningkshooikt 1906
  - Fort de Ertbrand 1906
  - Fort de Broechem 1906
  - Fort de Breendonk 1906
  - Fort de Liezele 1906
  - Fort de Haasdonk 1906
  - Redoute de Smoutakker 1906
  - Redoute de Driehoek 1906
  - Redoute de Audaan 1906
  - Redoute de Schilde 1906
  - Redoute de Massenhoven 1906
  - Redoute de Tallaart 1906
  - Redoute de Bosbeek 1906
  - Redoute de Dorpveld 1906
  - Redoute de Letterheide 1906
  - Redoute de Puurs 1906
  - Redoute de Lauwershoek 1906
  - Redoute de Landmolen 1906
  - Fort de Bornhem 1906